# Rade Tošić
Rade Tošić, cirill betűkkel Paдe Toшић (Tuzla, 1965. március 31. –) jugoszláv válogatott szerb származású bosznia-hercegovinai labdarúgó, hátvéd.

## Pályafutása

### Klubcsapatban
1982 és 1988 között hat idényen át a Sloboda Tuzla labdarúgója volt. A két legsikeresebb szezonja az első és az utolsó volt a csapattal. Az 1982–83-as idényben a hatodik helyen végeztek és ezzel kvalifikálták a klubot az intertotó-kupára, ahol csoportjukban a Honvédot megelőzve lettek csoportgyőztesek. Az 1987–88-as idényben érte el a tuzlai csapattal a legjobb helyezést, ekkor az ötödik helyet szerezték meg. 1988 és 1990 között a Hajduk Split együttesében játszott két idényen át és mindkétszer bronzérmet szereztek az élvonalban (1990–91, 1989–90), de a klub 1987-es eltiltása miatt nemzetközi kupákban nem indulhattak. 1990 és 1992 között a Crvena zvezda labdarúgója volt, ahol két jugoszláv bajnoki címet nyert (1990–91, 1991–92) és tagja volt az 1990–91-es idényben BEK- és Interkontinentális kupagyőztes csapatnak. 1992 és 1996 között Spanyolországban játszott. 1992–93-ban a másodosztályú Mérida, 1993 és 1995 között a másod-, majd harmadosztályú Castellón játékosa volt. 1995–96-ban a harmadosztályú Vall de Uxó csapatában fejezte be az aktív játékot.

### A válogatottban
1988-ban egy alkalommal szerepelt a jugoszláv válogatottban. 1988. március 31-én – a 23. születésnapján – egy Olaszország elleni barátságos mérkőzésen szerepelt a válogatottban Splitben. Csereként állt be a 81. percben a szintén újonc Vujadin Sztanojkovics helyére az 1–1-es döntetlenre végződő mérkőzésen.

## Sikerei, díjai
Sloboda Tuzla
- Intertotó-kupa
  - csoportgyőztes: 1983

 Hajduk Split
- Jugoszláv bajnokság
  - 3. (2): 1990–91, 1989–90

 Crvena zvezda
- Jugoszláv bajnokság
  - bajnok (2): 1988–89, 1991–92
- Bajnokcsapatok Európa-kupája (BEK)
  - győztes: 1990–91
- Interkontinentális kupa
  - győztes: 1991

## Statisztika

### Klubpályafutás
| Csapat        | Ország        | Bajnokság          | Idény    | Mérk. | Gól |
| ------------- | ------------- | ------------------ | -------- | ----- | --- |
| Sloboda Tuzla | Jugoszlávia   | Prva liga          | 1982–83  | 5     | 0   |
| Sloboda Tuzla | Jugoszlávia   | Prva liga          | 1983–84  | 16    | 0   |
| Sloboda Tuzla | Jugoszlávia   | Prva liga          | 1984–85  | 30    | 2   |
| Sloboda Tuzla | Jugoszlávia   | Prva liga          | 1985–86  | 33    | 1   |
| Sloboda Tuzla | Jugoszlávia   | Prva liga          | 1986–87  | 0     | 0   |
| Sloboda Tuzla | Jugoszlávia   | Prva liga          | 1987–88  | 32    | 1   |
| Hajduk Split  | Jugoszlávia   | Prva liga          | 1988–89  | 33    | 1   |
| Hajduk Split  | Jugoszlávia   | Prva liga          | 1989–90  | 15    | 0   |
| Crvena zvezda | Jugoszlávia   | Prva liga          | 1990–91  | 13    | 0   |
| Crvena zvezda | Jugoszlávia   | Prva liga          | 1991–92  | 5     | 0   |
| Mérida        | Spanyolország | Segunda División   | 1992–93  | 14    | 0   |
| Castellón     | Spanyolország | Segunda División   | 1993–94  | 22    | 1   |
| Castellón     | Spanyolország | Segunda División-B | 1994–95  | 29    | 0   |
| Összesen      | Összesen      | Összesen           | Összesen | 247   | 6   |

### Mérkőzése a jugoszláv válogatottban
| Jugoszlávia | Jugoszlávia       | Jugoszlávia                      | Jugoszlávia | Jugoszlávia | Jugoszlávia | Jugoszlávia | Jugoszlávia | Jugoszlávia |
| #           | Dátum             | Helyszín                         | Hazai       | Eredmény    | Vendég      | Kiírás      | Gólok       | Esemény     |
| ----------- | ----------------- | -------------------------------- | ----------- | ----------- | ----------- | ----------- | ----------- | ----------- |
| 1.          | 1988. március 31. | Split, Gradski stadion u Poljudu | Jugoszlávia | 1 – 1       | Olaszország | barátságos  | -           | 81'         |
|             | Összesen          |                                  |             | 1           | mérkőzés    |             | 0           | gól         |